# Rambai (Pariaman Selatan)
Rambai is een bestuurslaag in het regentschap Pariaman van de provincie West-Sumatra, Indonesië. Rambai telt 967 inwoners (volkstelling 2010).